# 桑格莉之夏
《桑格莉之夏》是一部2015年的立陶宛电影。该片讲述在一次飞行展览上，犹豫的少女桑格莉认识了开朗活泼的奥斯特，桑格莉抽签得到了与王牌飞行员一起飞行的机会，却放弃了。奥斯特走进桑格莉的生活，带她郊游，给她做各种多彩的衣服，拍各种写真，两人还在森林里发生了性行为。桑格莉有自残的习惯，经常割伤自己的手臂，因为她童年时不小心划伤却遭到母亲的嘲笑。在奥斯特的启发下，她决定不再继续。奥斯特鼓励有恐高症的桑格莉和飞行员一起试飞，可是下来后，桑格莉辱骂了奥斯特，二人闹僵。在影片末尾，桑格莉和奥斯特和好了，她也终于克服了恐惧，成为了飞行队的成员。
导演曾说这部电影很轻松，因此特别重视“感官”表达。两个喻体（女主角的恐高症和同性恋者被压抑的欲望）贯穿全片。影片配乐来自法国电子乐艺人Jean-Benoît Dunckel，他的音乐营造了一种迷幻浪漫的氛围。片中取景全部在立陶宛完成，展现了立陶宛的森林、湖泊，具有民族特色。法国《电影手册》将其评为2015年十佳电影之一，认为本片令人联想起英格玛·伯格曼的《不良少女莫妮卡》。

## 外部連結
- 互联网电影数据库（IMDb）上《桑格莉之夏》的资料（英文）